# Aisin Gioro

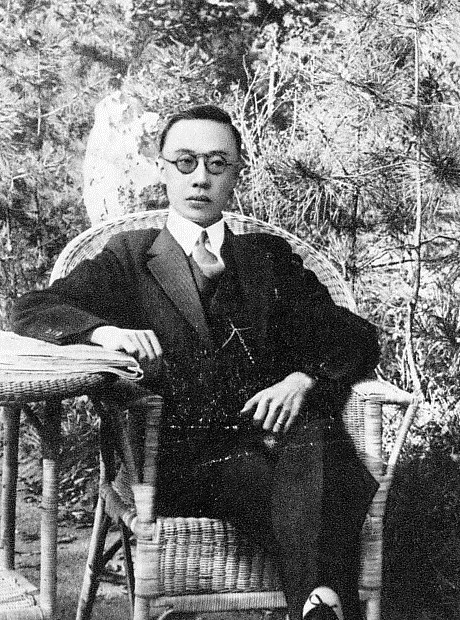
Aisin Gioro Puyi, dernier empereur de Chine.

Aisin Gioro (chinois traditionnel : 愛新覺羅 ; chinois simplifié : 爱新觉罗 ; pinyin : Àixīnjuéluó ; mandchou : ᠠᡳᠰᡳᠨ
ᡤᡳᠣᡵᠣ) est un nom de famille mandchou, porté par les Jurchens, puis les empereurs mandchous de la dynastie Qing. La maison des Aisin Gioro dirige la Chine de 1644 jusqu'à la révolution chinoise de 1911 qui fonde un gouvernement républicain à la place. Le mot aisin signifie « or » en mandchou, et gioro était le nom de l'actuelle ville de Yilan dans la province du Heilongjiang. Dans la tradition mandchoue, les familles sont d'abord identifiée par leur Hala (哈拉), c'est-à-dire leur nom de famille ou de clan, et ensuite par le Mukūn (ᠮᡠᡴᡡᠨ ; 穆昆, mùkūn), une classification plus détaillée, faisant typiquement référence aux familles individuelles. Dans le cas des Aisin Gioro, Aisin est le Mukūn, et Gioro est le Hala. Les autres membres du clan Gioro sont les Irgen Gioro (en) (ᡳᡵᡤᡝᠨ
ᡤᡳᠣᡵᠣ chinois : 伊尔根觉罗), les Susu Gioro (zh) (ᡧᡠᡧᡠ
ᡤᡳᠣᡵᠣchinois : 舒舒觉罗) et les Sirin Gioro (zh) (mandchou : ᠰᡳᠯᡳᠨ
ᡤᡳᠣᡵᠣ  ; chinois : 西林觉罗).
La dynastie Jin (jin signifie « or » en chinois) des Jurchens, les ancêtres des Mandchous, est connue sous le nom de aisin gurun, et la dynastie Qing est à l'origine appelée amaga aisin gurun (), signifiant « dynastie des Jin postérieurs ». Depuis la chute de l'empire, de nombreux membres de la famille ont changé leurs noms en Jin (金) puisque ce nom a le même sens que Aisin. Par exemple, le frère cadet de Puyi a changé son nom d'Aisin-Gioro Puren (愛新覺羅溥任) en Jin Youzhi (金友之) et ses enfants à leur tour furent nommés Jin.

## Noms de génération
Avant la fondation de la dynastie Qing, le nom des enfants du clan Aisin Gioro était choisi au hasard. Le peuple mandchou n'utilise initialement pas de nom de génération avant de s'installer en Chine. Après avoir pris le contrôle du pays, la famille a cependant progressivement incorporé la tradition Han des noms. Durant le règne de l'empereur Kangxi, tous ses fils reçoivent un préfixe générationnel précédent leur prénom. Trois caractères étaient choisis, Cheng (承), Bao (保), et Chang (长), avant de finalement décider d'utiliser Yin (胤) à l'époque de Kangxi. Les fils de l'empereur Yongzheng changèrent de Fu (福) à Hong (弘). Après le règne de Yongzheng, l'empereur Qianlong décida que tous les descendants mâles suivants auront un code générationnel placé dans leur nom selon un poème de génération, duquel Qianlong compose les quatre premiers caractères, 永 綿 奕 載. De plus, les noms des frères (nés du même père) contiennent souvent une clé ou un sens similaires. Les Aisin Gioro ajoutent cette innovation à leur nom de génération. Une clé commune est partagée dans le second caractère du premier nom des membres royaux qui sont dans l'ordre de succession au trône, cependant, les membres royaux qui n'y sont pas ne partagent pas cette clé dans leurs noms. L'empereur Yongzheng a une fois changé exceptionnellement le code générationnel de ses frères afin de rendre son propre nom unique. De telles pratiques ont apparemment cessé d'exister après le règne de Daoguang.
|   | Ordre         | Code générationnel | Clé                                     | Exemples            |
| - | ------------- | ------------------ | --------------------------------------- | ------------------- |
| 1 | Yongzheng     | Yin, 胤/Yun, 允    | Fortune (示, shì, « montrer »)          | Yinzhi (en), 胤祉   |
| 2 | Qianlong      | Hong, 弘           | Soleil/Jour (日, rì)                    | Hongzhou (en), 弘晝 |
| 3 | Jiaqing       | Yong, 永/Yong, 顒  | Jade (玉, yù)                           | Yongqi (en), 永琪   |
| 4 | Daoguang      | Mian, 綿/Min, 旻   | Émotion (心, xīn, « cœur ou esprit »)   | Mianyu, 綿愉        |
| 5 | Xianfeng      | Yi, 奕             | Littéraire (言, yán, « mot ou parole ») | Yixin (en), 奕訢    |
| 6 | Guangxu       | Zai, 載            | Eau (水, shuǐ)                          | Zaifeng, 載灃       |
| 7 | Xuantong      | Pu, 溥             | Humain (人, rén)                        | Pujie, 溥傑         |
| 8 | Yu'e, 毓峨    | Yu, 毓             | Montagne (山, shān)                     | Yuzhan (en), 毓嶦   |
| 9 | Hengtai, 恒鈦 | Heng, 恒           | Métal/Or (金, jīn)                      | Hengjiang, 恒鏹     |

Suivants: Qi 启, Dao 焘, Kai 闿, Zeng 增, Qi 祺

## Fondation
Le clan Aisin Gioro, en tant que clan mandchou, prétend descendre du peuple jurchen, qui a fondé la dynastie Jin près de cinq siècles plus tôt sous le clan Wanyan. Cependant, les Aisin Gioro et les Wanyan ne sont en fait pas liés.
Les Aisin Gioro prétendent que leur ancêtre Bukuri Yongson est né d'une femme vierge. Selon la légende, trois filles merveilleuses, dont l'une se nommait Fekulen, se baignaient dans un lac près de la montagne Changbai appelée Bulhūri omo, lorsqu'une pie a jeté un morceau de fruit rouge près d'elle et elle l'a mangé. Elle est ensuite tombée enceinte de Bukuri Yongson.
Les Aisin Gioro prétendent également descendre de Mentemu (en) du clan Odoli, qui servait comme chef des Jürchens Jianzhou (建州女真).
Sous les règnes de Nurhachi et de son fils Huang Taiji, le clan Aisin Gioro de la tribu Jianzhou gagne l'hégémonie sur les autres tribus jurchens du Nord-Est, puis à travers des guerres et des alliances, étend son contrôle sur la Mongolie-intérieure. Nurhachi crée de grandes unités régulières civiles appelées « Bannières » en remplacement des petits groupes de chasseurs utilisés dans les campagnes précédentes. Une bannière est composée de petites compagnies ; incluant quelque 7 500 guerriers et leurs serviteurs, dont des esclaves, sous le commandement d'un chef de clan. Chaque bannière est identifiée par un drapeau coloré qui est jaune, blanc, bleu, ou rouge, et sans contours. Il y avait à l'origine quatre, puis huit, bannières mandchoues : de nouvelles bannières furent créées lorsque les Mandchoues conquéraient de nouvelles régions, et il y eut finalement des bannières mandchoues, mongoles, et chinoises, huit pour chaque groupe ethnique. En 1648, moins d'un homme sur six dans les bannières étaient réellement d'origine mandchoue. La conquête mandchoue fut ainsi achevée avec une armée multi-ethnique menée par des nobles mandchous et des généraux Han chinois. L'armée de la bannière verte, surtout composée de soldats chinois Han, devint une sorte de force policière postée dans toute la Chine et sur les frontières.

## De Fanca à Ningguta Beise
Dirigé par une tyrannie, le peuple attaque Ooli et tue tous les descendants de Bukūri Yongšon sauf Fanca, sauvé par une pie. Son descendant, Mengtemu, parti vers l'Est pour exécuter la vengeance de ses ancêtres à Hetu Ala et s'y installe. Ses fils sont Cungšan et Cuyan. Les fils de Cungšan sont Tolo, Toimo, et Sibeoci Fiyanggū. Le fils de Sibeoci Fiyanggū est Fuman, et les six fils de Fuman sont appelés Ningguta Beise (Six Rois; ou ningguta i mafa), et vécurent près de Hetu Ala.
Mengtemu est probablement Möngke Temür (猛哥帖木儿), qui quitte Odoli sur l'invitation de la dynastie Ming et est nommé chef de la garde de gauche de Jianzhou. D'autre part, le fondateur de la garde de droite de Jianzhou est Fanca, le demi-frère de Möngke Temür. Il est incertain s'il s'agit de la même personne que l'ancêtre de Mentemu, ou si cela ne qu'une erreur des Mandchous. La garde de gauche de Jianzhou tombe dans le chaos du début du XVIe siècle. De plus, Sibeoci Fiyanggū et Fuman ne semblent pas avoir réellement existé, parce qu'il n'apparaissent pas dans les chroniques chinoises ou coréennes. Peut-être ont-ils été fabriqués par la famille impériale pour prétendre au lignage de Möngke Temür.

## Mariages et alliances politiques
La mariage dans la famille des Aisin Gioro est utilisé par les empereurs Qing pour établir des alliances politiques. Les Qing offraient des princesses Aisin Gioro aux généraux chinois durant la conquête de la Chine par les Mandchous pour les amener à se rendre. Les princesses étaient aussi fréquemment mariées à des princes mongols.
Les Mandchous leurrent les généraux chinois pour qu'ils rejoignent les Huit Bannières en les mariant à des femmes de la famille impériale des Aisin Gioro. Un général chinois nommé Li Yongfang (Li Yung-fang) fut marié par les Mandchous en échange de sa défection, et reçut un poste dans les bannières. De nombreux autres Chinois abandonnèrent leurs postes et rejoignirent les Mandchous. Une cérémonie de nombreux mariage entre 1 000 Chinois et femmes mandchoues eut lieu en 1632 après que la prince Yoto eut l'idée. Ce n'était cependant ni des généraux, ni des officiels. Le chef mandchou aurait dit que « puisque les généraux chinois et les femmes mandchoues vivent ensemble et mangent ensemble, il faut aider ces généraux ayant fait défection a oublier leur pays ». Les femmes de la famille impériale étaient aussi mariées à d'autres Chinois qui rejoignirent les Qing après leur conquête de la Chine.

## Aisin-Gioro importants

### Empereurs
- Nurhaci, Tianming Khan, Empereur à titre posthume
- Huang Taiji, Tiancong Khan, Empereur Chongde
- Dorgon, Empereur Chengzong
- Fulin, Empereur Shunzhi
- Xuanye, Empereur Kangxi
- Yinzhen, Empereur Yongzheng
- Hongli, Empereur Qianlong
- Yongyan, Empereur Jiaqing
- Minning, Empereur Daoguang
- Yizhu, Empereur Xianfeng
- Zaichun, Empereur Tongzhi
- Zaitian, Empereur Guangxu
- Puyi, Empereur Xuantong

### Princes au chapeau de fer et leurs descendants
Dans la tradition Qing, les fils des princes ne sont pas automatiquement héritiers du titre de leur père, mais héritent plutôt d'un titre inférieur d'un niveau. Il y a cependant 12 princes qui furent nommés « Princes au chapeau de fer » (铁帽子王), signifiant que leurs titres princiers seraient « pour toujours au-dessus » de ceux des générations suivantes.
- Daišan (zh), 1er Prince Li, second fils de Nurhachi, Beile sénior
  - Shiduo, descendant de Daišan, nommé Premier ministre de Chine par l'impératrice douairière Cixi
- Jirgalang (en), 1er Prince Zheng, 6e fils du frère de Nurhachi, Surhachi (en) (舒爾哈齊), régent durant le règne de l'empereur Shunzhi.
  - Duanhua (en), descendant de la 7e génération et 4e Prince Zheng, régent de l'empereur Tongzhi, chassé par Cixi
  - Sushun, frère de Duanhua, exécuté par Cixi
  - Jin Shaoxun, dernier Prince Zheng
- Dorgon, 1er Prince Rui, 14e fils de Nurhachi, régent, dirigeant de facto durant le règne de Shunzhi
- Dodo (en), 1er Prince Yu, 15e fils de Nurhachi
- Hooge (en), fils aîné de Huang Taiji
  - Shanqi, 10e Prince Su, personnage important durant la restauration de Puyi de 1919
- Sose, Prince Chengze, 5e fils de Huang Taiji
  - Boggodo, 1er Prince Zhuang, fils aîné de Shuosai, change son titre en Prince Zhuang
  - Yinlu, 16e fils de l'empereur Kangxi, adopté par Boggodo
- Yuetuo, 1er Prince de la commanderie de Keqin, fils aîné de Daišan
- Lokodhui, 1er Prince de la commanderie de Shuncheng, petit-fils de Daišan
- Yinxiang (en), 13e fils de Kangxi
  - Zaiyuan (en), régent de l'empereur Tongzhi, chassé par Cixi
- Yixin (en), 6e fils de l'empereur Daoguang
  - Puwei, petit-fils de Yixin, soutient la restauration de Zhang Xun
- Yixuan, 7e fils de Daoguang
  - Zaifeng, fils de Yixuan, dernier régent (et donc dirigeant) de la Chine impériale durant le règne de son fils Puyi
- Yikuang (en), petit-fils du 17e fils de l'empereur Qianlong, Yonglin (en)
  - Zaizhen (en), 2e Prince Qing, entrepreneur dans la République de Chine

### Importantes figures politiques
- Ajige (en), Prince Ying, 12e fils de Nurhachi

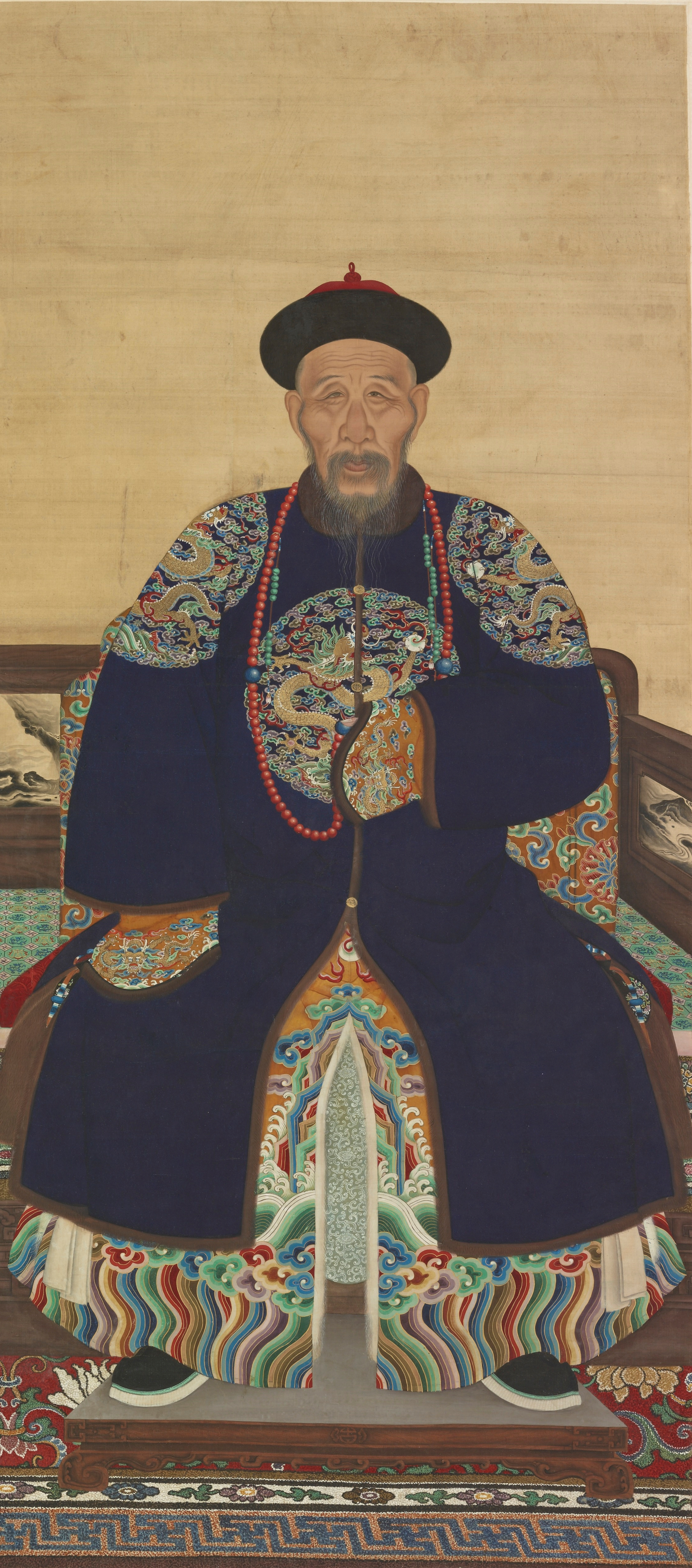
, 14e fils de l'empereur Kangxi, général au Xinjiang, successeur prétendu au trône.

- Yunsi (en), 8e fils de Kangxi, expulsé du clan
- Yunti (en), 14e fils de Kangxi, général au Xinjiang, successeur prétendu au trône.
- Hongzhou (en), 5e fils de l'empereur Yongzheng
- Yonghuang (en), fils aîné de Qianlong
- Miankai, 3e fils de l'empereur Jiaqing
- Mianyu, 5e fils de l'empereur Jiaqing
- Yicong, 5e fils de l'empereur Daoguang
- Zaixun, 6e fils de Yixuan, Ministre de la Marine dans le gouvernement de Yikuang (en)
- Zaize (en), petit-fils de Mianyu, envoyé chinois aux États-Unis et en Europe, Ministre des Finances dans le gouvernement de Yikuang
- Pulun, petit-fils de Yiwei, fils aîné de l'empereur Daoguang, Ministre de l'Industrie et de l'Agriculture ans le gouvernement de Yikuang
- Zaiyi, important meneur anti-étranger durant la révolte des Boxers, est du côté des Boxers la plupart du temps

### Autres
- Pujie, 2e fils de Zaifeng, dernier membre de la conférence consultative politique du peuple chinois. Chef de la maison impériale de 1967 jusqu'à sa mort en 1994.
- Jin Youzhi (Puren), 4e fils de Zaifeng. Chef de la maison impériale de 1994 jusqu'à sa mort en 2015.
- Pu Xuezhai, joueur de guqin et peintre
- Aisin Gioro Yuhuan (en), joueur de sanxian et peintre
- Puru (en), peintre, professeur, et politicien à Taïwan.
- Yuyan (décédé en 1997), neveu de Puyi et héritier prétendant

### De nos jours
- Jin Guangping (en) (Aisin-Gioro Hengxu), spécialiste des langues jurchen et Khitan
- Jinliang (金量), descendant de la 5e génération de Dao Quang, Prince Chun (醇王) de Sang (亲王) 1er rang de prince, arrière petit-fils du prince Zaitao, et arrière petit-neveu de l'empereur Guangxu, l'empereur Xuantong (Puyi) est son grand-oncle
- Zhao Junzhe, footballeur[1]
- King Pu-tsung (en) (né en 1956), cousin de Puyi, ancien secrétaire-général du Kuomintang
- Jin Qicong (en) (Aisin-Gioro Qizong), historien et spécialiste des langues mandchou et jurchen
- Sayadeth Yuhao, président du bureau économique du Laos
- Aisin-Gioro Ulhicun (en), historien et spécialiste des langues mandchou, jurchen, et Khitan
- Hengzhen, fils aîné de Yuyan
- Jin Yuzhang, vice-gouverneur du district de Chaoyang (fils de Jin Youzhi) et actuel chef de la maison impériale
- Qi Gong (artiste), descendant de la 9e génération de l'empereur Yongzheng, éminent calligraphe